# La familia unida esperando la llegada de Hallewyn
 La familia unida esperando la llegada de Hallewyn  es una película filmada en 1971, en blanco y negro, de Argentina, dirigida por Miguel Bejo, según su propio guion escrito en colaboración con Osvaldo de la Vega, Román García Azcárate y Vicente Battista, según la obra teatral Hallewyn, de Michel de Ghelderode. Fue producida y filmada en 1971, pero nunca se estrenó comercialmente. Tuvo como protagonistas a Osvaldo de la Vega, Judith Cingolani, Jorge Hayes y Alberto Yaccelini y colaboró como camarógrafo el futuro director de cine Rafael Filippelli.

## Producción
Fue filmada en 16 milímetros e incluye fragmentos del filme de horror El látigo y la piel (La frustra e il corpo), producción ítalo-estadounidense de 1963 dirigida por Mario Bava, protagonizada por Christopher Lee y estrenada en 1969 en Argentina.

## Sinopsis
Los integrantes de una familia se reúnen cada noche en la cripta donde se encuentra el cadáver de su madre muerta pero un día el mismo desaparece.

## Reparto
- Osvaldo de la Vega
- Judith Cingolani
- Jorge Hayes
- Alberto Yaccelini
- María Elena Mobi
- Rolando Revagliatti
- Edgardo Cozarinsky
- Irma Brandeman
- Lito Senkman
- Alberto Ferreyra
- Ángela Da Silva
- Eduardo Siri
- Roberto Scheuer
- Julio César Ludueña

## Premios
El filme se exhibió con éxito en el Festival Internacional de Cine de Locarno de 1972, donde fue galardonada con una mención especial del Jurado de los Jóvenes y en la semana internacional de cine de Mannheim-Heidelberg (Alemania) de 1972, donde recibió el Gran Premio a la mejor película. 

## Comentarios
Eduardo Saglul en La Opinión escribió:

«Política, sexo e irrealidad como elementos de un film enigmático.»

Ernesto Schoo opinó en Panorama:

«Es…y según opinión mayoritaria de quienes la han visto en privado, la película argentina más importante de los últimos 10 años….testimonia que el mejor cine argentino es el que se hace al margen de las normas oficiales y que los argentinos no lo ven.»

La Opinión dijo:

«Según los realizadores, la intención es que los personajes del cine se transformen, a lo largo del film en ideas concretas referidas a una época y una situación histórica determinada…La familia no es una familia tipo sino la familia clásica del cine mostrando la ideología que representa.»

El director Miguel Bejo declaró:

«La idea original fue hacer una película que nos permitiera, a mí y al grupo de amigos que me ayudaba, trabajar muy libremente y experimentar una cantidad de resortes de lenguaje basándonos sobre un género tan específico como es el cine de terror, que surgía casi siempre en los países donde había sistemas represivos. En nuestro propio país existía una sociedad que ejercía el vampirismo cultural por el cual se absorbía una cultura, se la deformaba y nunca llegaba a surgir por sí misma. Entonces recordé el personaje de Ghelderode, un monstruo violador que atravesaba caminos pero que en realidad aterrorizaba a los reyes, una especie de Drácula al revés, cuyos enemigos se agazapaban entre las clases poderosas.»